# Rafael Karsten
Sigfrid Rafael Karsten, född 16 augusti 1879 i Kvevlax, död 21 februari 1956 i Helsingfors, var en finlandssvensk religionsvetare, filosof, sociolog och antropolog. Han var bror till Tor Karsten.

## Biografi
Rafael Karsten föddes till Klas Edvin Karsten och Maria Augusta Emilia Cajanus. Han gifte sig med Margit Boldt. 
Karsten blev docent i jämförande religionsvetenskap vid Helsingfors universitet 1907 och var professor i praktisk filosofi 1922–1946. Han är mest känd för sina tidiga fältbesök bland sydamerikanska indianer, i Gran Chaco 1912 och i Ecuador 1916–1918. Besöken resulterade i en rad artiklar, småskrifter och böcker. Bland de senare märks The Civilization of the South American Indians (1926), Indian Tribes of the Argentine and Bolivian Gran Chaco (1932) och The Headhunters of Western Amazonas (1935).
Rafael Karsten skrev 1905 doktorsavhandlingen The origin of worship och skrev även en rad andra religionshistoriska arbeten. Han publicerade även flera läroböcker i sociologi och socialantropologi.
Karsten var 1946-1947 ledare för en finländsk-svensk Amazonasexpedition.
Rafael Karsten kan ha stått förebild till gestalten Ridgewell som förekommer i Tintins äventyr i Sydamerika.